# 種島後貝綿蟹
種島後貝綿蟹（学名：Metadynomene tanensis）为貝綿蟹科後貝綿蟹屬的模式种。